# Ute Starke
Ute Starke (n. 14 ianuarie 1939, Eisleben, Statul Liber Prusia⁠(d), Germania) este o gimnastă artistică ce a reprezentat Germania, medaliată olimpică. A participat la 3 ediții ale Jocurilor Olimpice (1960, 1964, 1968) în care a câștigat o medalie de bronz.